# 4076 Dorffel
4076 Dorffel је астероид главног астероидног појаса са средњом удаљеношћу од Сунца која износи 2,849 астрономских јединица (АЈ).
Апсолутна магнитуда астероида је 11,9.